# Clit 45
Clit 45 ist eine Mitte der 1990er Jahre gegründete Streetpunk-Band aus Los Angeles. Sie spielen schnell und durchgängig, werden aber auch dafür kritisiert, dass sie kaum anders klingen als der Punk der zurückliegenden 25 Jahre. Das zweite und das dritte Album der Band wurden bei BYO Records veröffentlicht und in Europa von Cargo Records vertrieben.

## Diskografie

### Alben
- 2000: Tales from the Clit (ADD Records)
- 2005: Self-Hate Crimes (BYO Records)
- 2006: 2, 4, 6, 8... We're the Kids You Love to Hate (BYO Records)

### EPs
- 1998: Broken Glass (Riot Squad)
- 1999: Straight Outta Long Beach (ADD Records)
- 2002: Your Life to Choose (Punkcore Records)
- 2003: Kids Aren't Alright (Ghetto Blast)